# Ontario Lacus

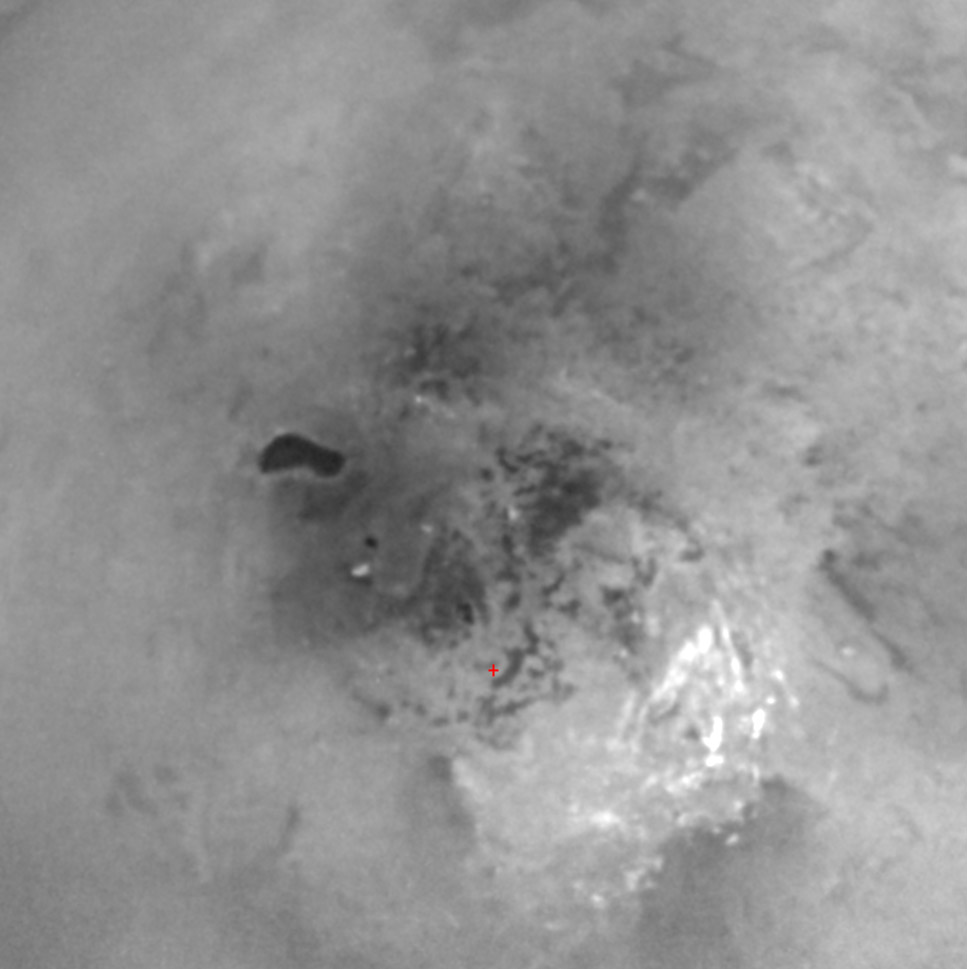
La región polar austral de Titán. Ontario Lacus está representado en el centro, a la izquierda por una mancha negra.

Ontario Lacus es el primer lago extraterrestre descubierto, observado en Titán, el mayor satélite natural de Saturno.
Este lago está compuesto con toda probabilidad de una mezcla de hidrocarburos, principalmente de metano y etano líquidos, y su superficie es similar a la del lago Ontario de la Tierra (20 000 km²), en honor del cual toma su nombre. Su diámetro es de 235 km y sus coordenadas geográficas son 72° S y 183° W. Se encuentra muy próximo al polo sur de Titán.
Este lago fue observado en 2008 mediante infrarrojos efectuados por la sonda espacial de la misión Cassini-Huygens, que permitió descubrir este la existencia de este lago líquido, situado en las proximidades del polo sur. Aparte de la Tierra, este es el primer y único lugar del sistema solar donde se ha detectado algún líquido en su superficie.